# Petr Pavlík (1987)
Petr Pavlík (* 22. července 1987, Opava) je český fotbalový obránce a bývalý mládežnický reprezentant, od ledna 2017 nastupující za český klub FC Zbrojovka Brno. Mimo Česko působil na klubové úrovni v Turecku a na Slovensku. Nastupuje na postu stopera.

## Klubová kariéra
Svoji fotbalovou kariéru začal v týmu SFC Opava, odkud v průběhu mládeže přestoupil Baníku Ostrava.

### FC Baník Ostrava
Před jarní částí ročníku 2004/05 se propracoval do seniorské kategorie. V dresu Baníku debutoval 26. 8. 2006 v ligovém utkání 5. kola proti SK Kladno (výhra 5:1), nastoupil na celé střetnutí. Celkem za tým odehrál 15 ligových střetnutí.

### FC Vítkovice (hostování)
Před jarem 2007 odešel hostoval do druholigového mužstva FC Vítkovice, odkud se po půl roce vrátil zpět do Baníku. Za Vítkovice nastoupil v lize k šesti utkáním, ve kterých se jednou střelecky prosadil.

### Kasımpaşa SK
V létě 2009 odešel do Turecka, konkrétně do Kasımpaşy SK. Do mužstva tehdejšího nováčka nejvyšší soutěže přestoupil za cca 250 tisící eur (šest milionů Kč) a podepsal smlouvu na čtyři roky s opcí. V Kasımpaşe SK si odbyl premiéru v ligovém utkání druhého kola hraného 16. srpna 2009 proti İstanbul Başakşehir FK (prohra 1:3), ve 45. minutě si vstřelil vlastní gól. V Kasımpaşe nakonec strávil pouze půl roku, během kterého si připsal tři starty v lize.

### Samsunspor (hostování)
V únoru 2010 jeho kroky směřovaly na hostování do druholigového Samsunsporu. V mužstvu debutoval 7. 2. 2010 ve 21. kole proti Çaykuru Rizespor (výhra 2:0), odehrál celých 90 minut. Za Samsunspor odehrál 10 ligových střetnutí.

### MFK Karviná
Před sezonou 2010/11 se vrátil do Česka, kde se domluvil na smlouvě s MFK OKD Karviná. V dresu Karviné si připsal pouze jeden ligový start, ve kterém branku nevsítil.

### FC Hlučín (hostování)
V lednu 2011 odešel kvůli větší vytíženosti hostovat do týmu FC Hlučín, se kterým na jaře 2011 neúspěšně bojoval o udržení a klub sestoupil do MSFL. Za Hlučín nastupoval pravidelně a odehrál celkem 11 zápasů v lize.

### FK Senica
Před sezonou 2011/12 přestoupil do mužstva FK Senica, kde podepsal tříletý kontrakt. V klubu se sešel s bývalým spoluhráčem z Kasımpaşy – českým brankářem Petrem Bolkem.

#### Sezóna 2011/12
Se Senicou se představil ve 3. předkole Evropské ligy UEFA proti rakouskému týmu FC Red Bull Salzburg (prohra 0:1, 0:3), Pavlík nastoupil pouze v odvetě. Ve slovenské nejvyšší soutěži debutoval pod trenérem Stanislavem Grigou v ligovém utkání 3. kola hraném 31. července 2011 proti FK AS Trenčín (výhra 4:0), odehrál celé střetnutí. V ligové zápase 3. 3. 2012 proti FC Nitra (výhra 3:1) jej v 86. minutě soupeř v souboji o míč trefil kolenem do hlavy a fotbalista byl s těžkým otřesem mozku odvezen do skalické nemocnice. První svůj gól za mužstvo vstřelil 3. dubna 2012 v zápase 25. kola proti FK AS Trenčín (výhra 4:0). Dalším branku vsítil hned v následujícím kole proti MŠK Žilina, dal první gól utkání, který skončil remízou 1:1. S klubem došel až do finále Slovenského poháru, kde Senica podlehla Žilině 2:3 po prodloužení. V ročníku 2011/12 nastoupil k 23 střetnutí lize.

#### Sezóna 2012/13
Se Senicou se i tentokrát představil v předkolech Evropská liga UEFA, kdy jeho mužstvo nejdříve poustoupilo přes maďarský klub MTK Budapešť (remíza 1:1 a výhra 2:1) a prohrách 0:1 a 0:2 poté vypadlo s klubem APOEL FC z Kypru. Jedinou branku v sezoně vsítil v 13. kole proti Tatranu Prešov (výhra 2:0), když dal první rozhodující gól zápasu. V dubnu 2013 podepsal s vedením nový kontrakt do 31. 5. 2016. V sezoně 2012/13 odehrál 27 ligových zápasů.

#### Sezóna 2013/14
Poprvé v ročníku se prosadil 10. 8. 2013 v 5. kole v derby proti Spartaku Myjava (remíza 2:2). 30. 8. 2013 v utkání 8. kola nejvyšší soutěže s MŠK Žilina (výhra 2:1) prožil další zranění hlavy, které ale nebylo tak vážné jako to první. 2. 11. 2013 vsítil opět v derby proti Myjavě gól, jednalo se o branku na 3:0 (zápas skončil 3:1). Svými výkony v dresu Senice zaujal polské kluby Wisła Kraków a Legia Warszawa, jejichž pozorovatelé jej sledovali v listopadu 2013 v utkání proti MFK Ružomberok. V tomto zápase si Pavlík vstřelil vlastní gól, nicméně Senica zvítězila 2:1. Svoji třetí branku v ročníku dal ve 21. kole hraném 8. března 2014 v souboji s Duklou Banská Bystrica, Senica však prohrála 1:3. V průběhu jarní části zastával v několika zápasech pozici kapitána místo distancovaného Juraje Pirosky. Celkem odehrál v sezoně 2013/14 v lize 30 utkání.

#### Sezóna 2014/15
9. 11. 2014 v 17. kole nejvyšší soutěže porazil se svým mužstvem po více než čtyřech letech v lize Slovan Bratislava. S klubem se představil podruhé ve finále Slovenského poháru, Senica podlehla Trenčínu 2:3 po penaltách. V ročníku 2014/15 gól nevstřelil, ale nastoupil ke všem 33 ligovým střetnutím.

#### Sezóna 2015/16
V létě 2015 byl zvolen kapitánem. V lednu 2016 prodloužil s týmem smlouvu do léta 2018, přestože měl nabídky z Česka i Polska. Poprvé v sezoně se střelecky prosadil 1. 3. 2016 proti ViOnu Zlaté Moravce (remíza 1:1). Svůj druhý gól vsítil v derby proti MFK Skalica (remíza 2:2). Celkem za klub nastoupil během svého pětiletého působení k 144 ligovým utkáním, ve kterých vstřelil osm branek.

### TJ Spartak Myjava
Před sezonou 2016/17 zamířil společně s Adim Mehremićem do klubu TJ Spartak Myjava. V mužstvu se sešel také s Tomášem Kóňou, se kterým rovněž působil v Senici. V dresu Myjavy si odbyl premiéru 16. července 2016 v ligovém utkání prvního kola proti ViOnu Zlaté Moravce – Vráble (výhra 2:1), odehrál 90 minut. Po odhlášení A-týmu Myjavy z nejvyšší slovenské ligy se stal k 1. lednu 2017 volným hráčem. Za Myjavu odehrál v lize 19 střetnutí.

### FC Zbrojovka Brno
Na začátku ledna 2017 se stal hráčem Zbrojovky Brno, kde uzavřel smlouvu na dva a půl roku. Ligovou premiéru v dresu Zbrojovky si odbyl 18. února 2017 v 17. kole proti FK Teplice (remíza 1:1), nastoupil na celý zápas.

## Klubové statistiky
Aktuální k 11. červenci 2017
| Sezona    | Klub                 | Soutěž             | Zápasy | Góly |
| --------- | -------------------- | ------------------ | ------ | ---- |
| 2004/2005 | FC Baník Ostrava     | Gambrinus liga     | 0      | 0    |
| 2005/2006 | FC Baník Ostrava     | Gambrinus liga     | 0      | 0    |
| 2006/2007 | FC Baník Ostrava     | Gambrinus liga     | 1      | 0    |
| 2006/2007 | FC Vítkovice (host.) | 2. liga            | 6      | 1    |
| 2007/2008 | FC Baník Ostrava     | Gambrinus liga     | 3      | 0    |
| 2008/2009 | FC Baník Ostrava     | Gambrinus liga     | 11     | 0    |
| 2009/2010 | Kasımpaşa SK         | Süper Lig          | 3      | 0    |
| 2009/2010 | Samsunspor (host.)   | 2. liga            | 10     | 0    |
| 2010/2011 | MFK OKD Karviná      | 2. liga            | 1      | 0    |
| 2010/2011 | FC Hlučín (host.)    | 2. liga            | 11     | 0    |
| 2011/2012 | FK Senica            | Corgoň liga        | 23     | 2    |
| 2012/2013 | FK Senica            | Corgoň liga        | 27     | 1    |
| 2013/2014 | FK Senica            | Corgoň liga        | 30     | 3    |
| 2014/2015 | FK Senica            | Fortuna liga       | 33     | 0    |
| 2015/2016 | FK Senica            | Fortuna liga       | 31     | 2    |
| 2016/2017 | TJ Spartak Myjava    | Fortuna liga       | 19     | 0    |
| 2016/2017 | FC Zbrojovka Brno    | ePojisteni.cz liga | 14     | 1    |

## Reprezentační kariéra
Petr Pavlík je bývalý mládežnický reprezentant. V minulosti nastupoval za výběry do 16, 17, 18, 19 a 20 let.